# Marián Chobot
Marián Chobot (Topoľčany, Eslovaquia, 31 de agosto de 1999) es un futbolista eslovaco. Juega de delantero y su equipo es el MFK Ružomberok de la Superliga de Eslovaquia.

## Trayectoria
Hizo su debut en la Superliga de Eslovaquia con el F. C. Nitra el 28 de julio de 2018 en un partido contra el M. Š. K. Žilina. Chobot jugó desde el principio, pero fue reemplazado por Christián Steinhübel en el minuto 54.

## Clubes
| Club                              | País       | Año        |
| --------------------------------- | ---------- | ---------- |
| F. C. Nitra                       | Eslovaquia | 2018- 2021 |
| Š. K. Slovan Bratislava sub-21    | Eslovaquia | 2021-2023  |
| F. C. ViOn Zlaté Moravce (cedido) | Eslovaquia | 2021-2022  |
| MFK Ružomberok                    | Eslovaquia | 2023-      |

## Palmarés

### Títulos nacionales
| Título             | Club           | País       | Año  |
| ------------------ | -------------- | ---------- | ---- |
| Copa de Eslovaquia | MFK Ružomberok | Eslovaquia | 2024 |